# Rochester
Rochester [vysl. ročistr] je historické město v Kentu v jihovýchodní Anglii na řece Medway, asi 48 km jihovýchodně od Londýna. Roku 1998 vytvořilo s okolními městy aglomeraci The Medway Towns s plochou asi 192 km a s 250 tisíci obyvateli.

## Historie
Místo bylo osídleno už v mladší době kamenné a v římské době se nazývalo Durobrivae. Římané město opevnili a postavili most přes Medway, patrně v místě současného mostu. Roku 604 dal Justus z Canterbury postavit první katedrálu, jejíž zbytek je zachován v apsidě současné katedrály. Roku 1080 zahájil biskup Gundulf stavbu gotické katedrály a roku 1087 normanského hradu na římských základech. V letech 1122–1124 vznikl v Rochesteru tzv. Textus Roffensis, sbírka nejstarších anglosaských zákonů ze 6. až 10. století. 1215 město po dlouhém obléhání dobyl král Jan Bezzemek. Roku 1227 byl dokončen nový chór katedrály, 1343 střední věž a 1470 západní průčelí. Roku 1667 přepadli Rochester Nizozemci a zničili zde anglické loďstvo. Město mělo dlouho významný přístav, vojenské doky a průmysl. V blízkém Gadshillu od roku 1857 žil a 1870 zemřel spisovatel Charles Dickens, který město použil v řadě svých románů ("Pickwickovci", "Velké naděje" aj.)

## Pamětihodnosti
- Katedrála sv. Ondřeje (Rochester Cathedral): z let 1080–1131 se zbytky starší stavby, přestavovaná ve 14. a 15. století. Byla založena roku 604. Nejstarší části stavby pochází z doby okolo roku 1080 a zahrnují románskou loď, část krypty a průčelí. Pozdější stavební úpravy jsou provedeny v gotickém slohu. U katedrály se nachází zbytky někdejšího kláštera.
- Rochesterský hrad (Rochester Castle): z konce 12. století s hradbami na římských základech. Věžovitý palác (tower) má rozměry 21 x 21 m a výšku 32 m. Jeden z nejlépe zachovaných hradů svého druhu, s nejvyšší obrannou věží v Anglii. Tato věž z 12. století sloužila k obraně i k obytným a reprezentativním účelům. Na rozích věže jsou tři čtvercové a jedna kruhová věžice, která byla postavena na místě čtvercové věže zničené za obléhání hradu králem Janem Bezzemkem. Zachována je i část vnějšího opevnění. Hrad byl postaven krátce po příchodu Normanů a v roce 1088 byl obléhán vojsky krále Viléma II. Ryšavého, posádka kapitulovala. Později se stal majetkem Canterberského arcibiskupství. Roku 1215 byl obsazen šlechtou, která povstala proti králi Janu Bezzemkovi. Následné obléhání a hlad přinutilo posádku po více než sedmi týdnech složit zbraně. O rok později byl hrad obsazen Francouzi a od té doby patřil králům. Roku 1246 byl neúspěšně obléhán šlechtou, která povstala proti králi Jindřichu III. Plantagenetovi. Roku 1381 byl hrad obsazen a vypleněn během povstání rolníků. Později byl opuštěn.
- Dům pro chudé pocestné (The Poor Travellers House): tudorovský charitativní dům založený pro ubytování chudých pocestných roku 1579 poslancem Richardem Wattem. Chudý pocestný se zde mohl ubytovat zdarma na jednu noc (vyjma nemocných), k tomu dostal půl libry masa, libru chleba a pintu piva.
- Eastgate House: stavba částečné hrázděné budovy začala roku 1590, během 18. a 19. století budova sloužila jako penzionát pro dívky. Budova se objevuje v díle Charlese Dickense. Ve městě je několik dalších hrázděných domů.
- Radnice (Guildhall): postavena roku 1687, v současnosti sídlo zdejšího muzea, které zahrnuje i expozici o Charlesu Dickensovi.
- Restoration House: vznikl sloučením dvou domů někdy na přelomu 16. a 17. století. Sídlo poslance a politika Henryho Clerka. Budova se objevuje v díle Charlese Dickense.

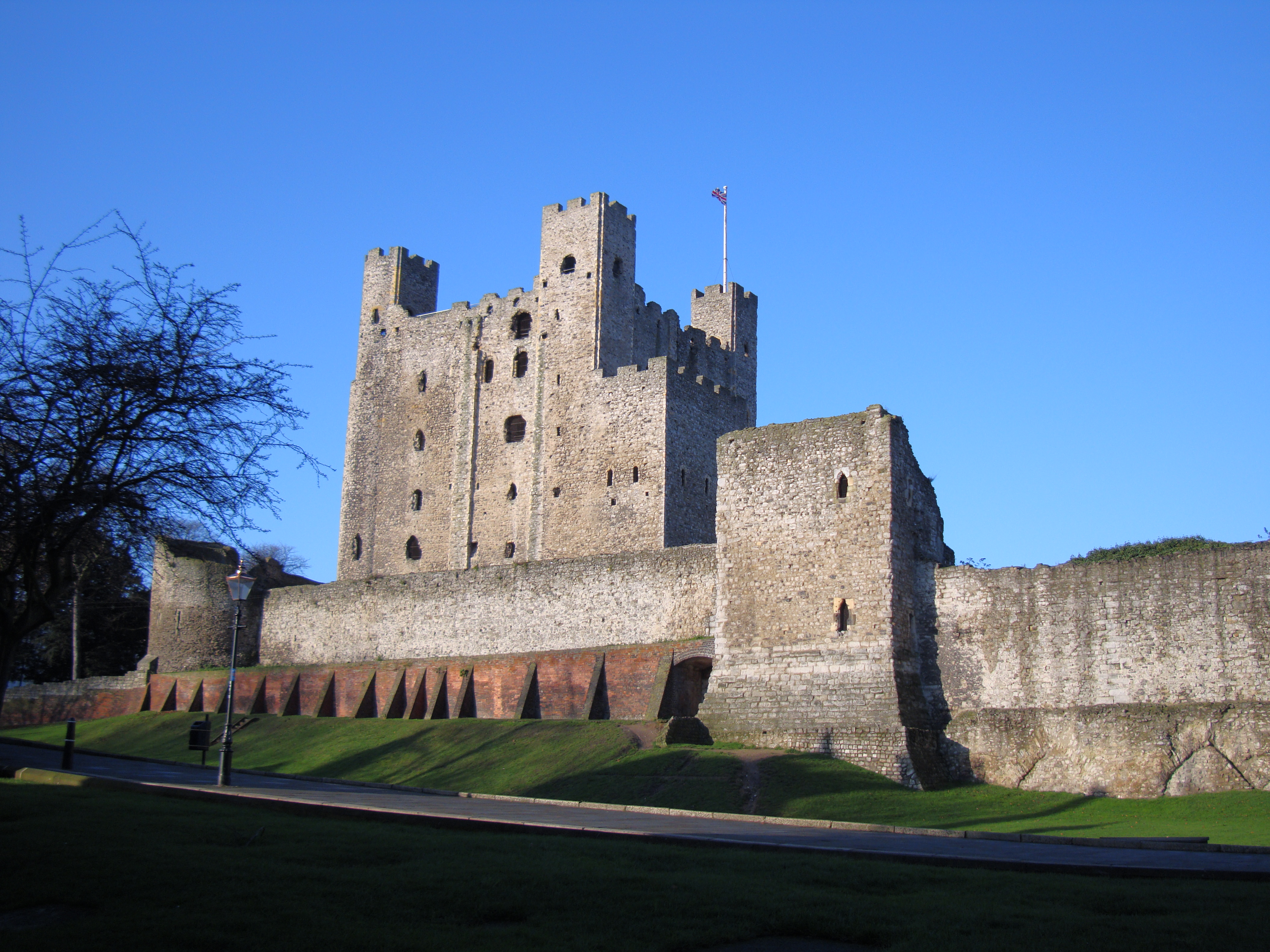
Normanský hrad
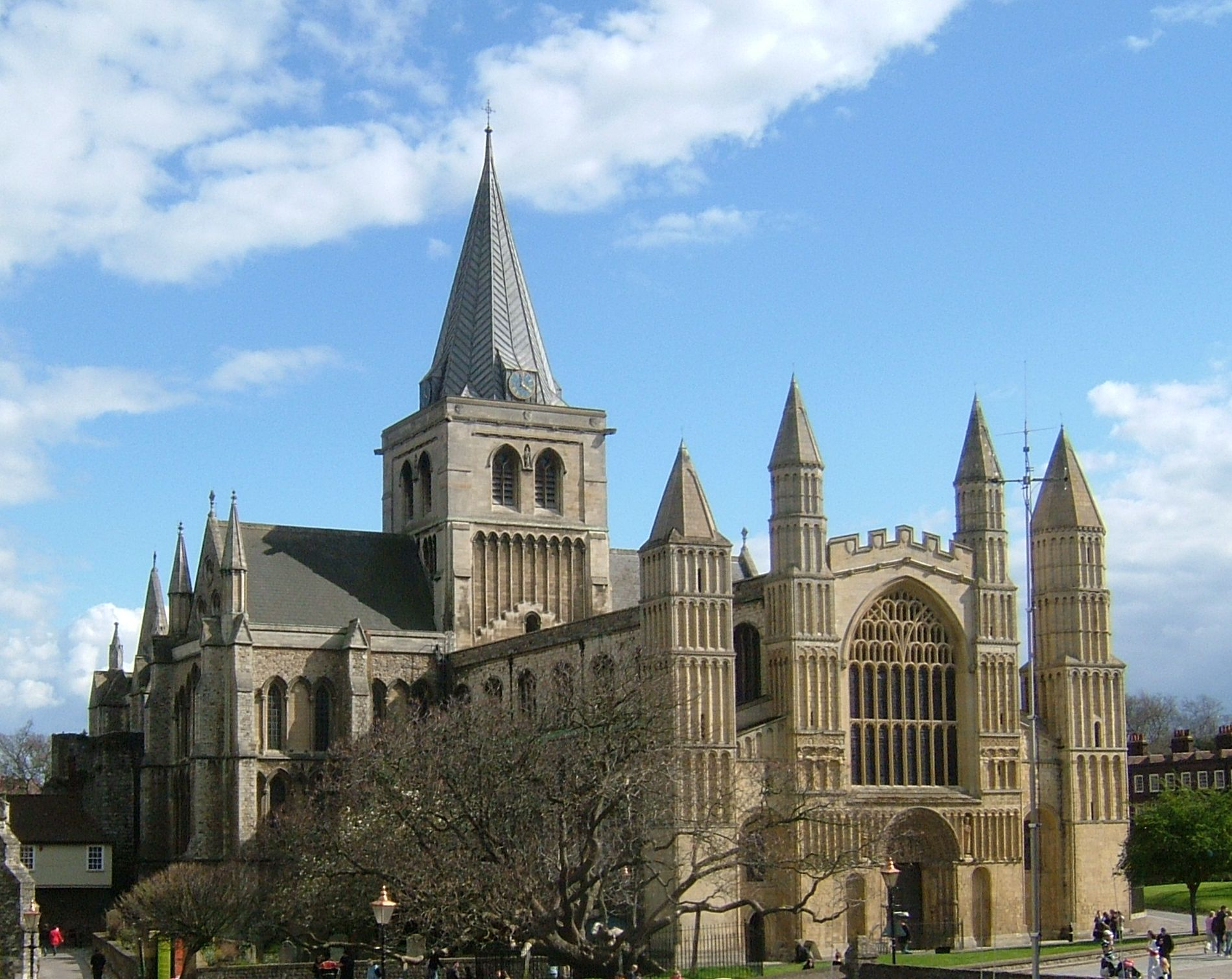
Katedrála od severozápadu
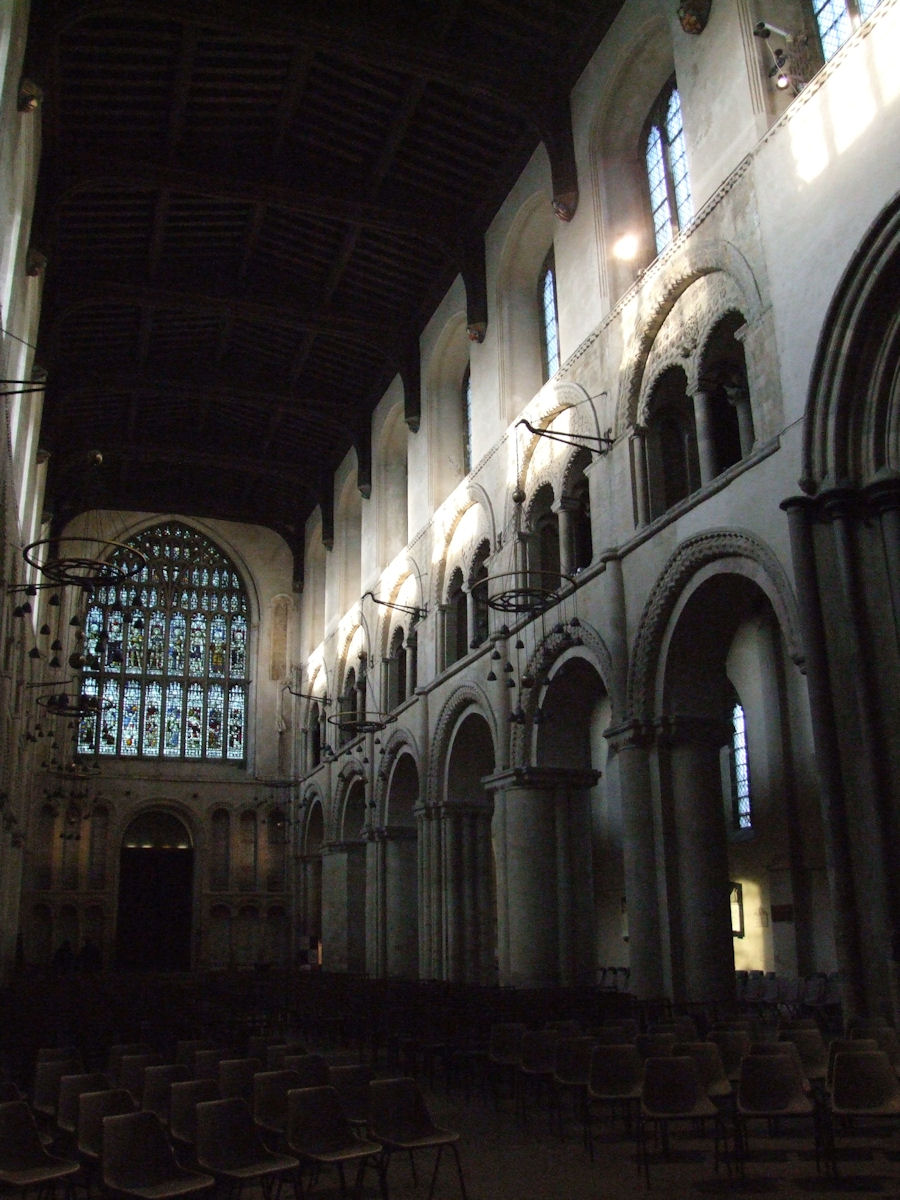
Vnitřek
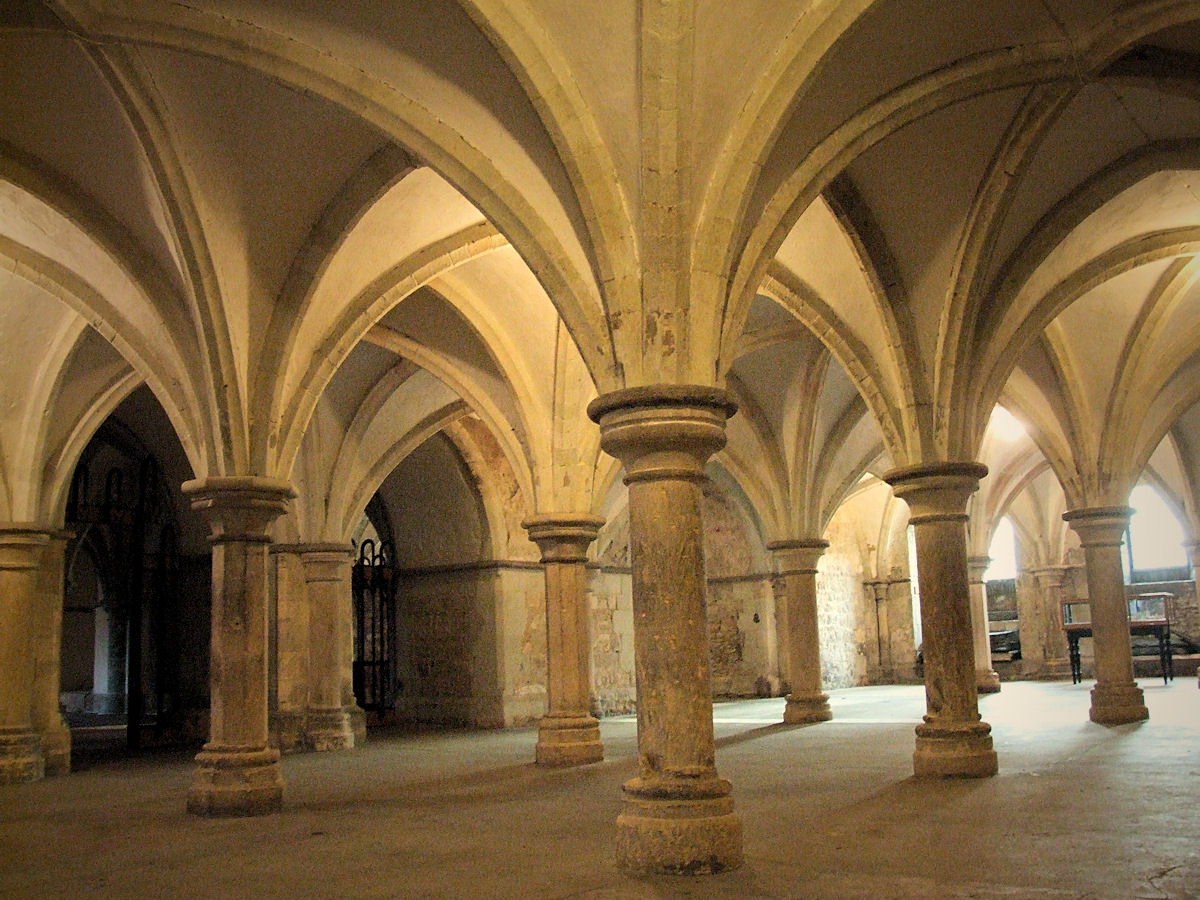
Krypta